# Stichting HIER Klimaatbureau
Stichting HIER Klimaatbureau, ook wel bekend als Klimaatstichting HIER is een Nederlandse stichting die zich inzet voor de energietransitie.
De stichting is in 2005 door Sible Schöne opgericht en uitgegroeid tot een bureau met tientallen medewerkers en een wijdvertakt netwerk in de energiesector.
De stichting geeft adviezen aan burgers, gemeenten, organisaties en bedrijven en stimuleert nieuwe initiatieven die bijdragen aan de energietransitie. De stichting geeft jaarlijks een overzicht uit van alle energiecoöperaties in Nederland.
De stichting kent een raad van toezicht en wordt betaald uit onder meer bijdragen van bedrijven, overheden en netwerkbedrijven.